# Harrietta
Harrietta – wieś w Stanach Zjednoczonych, w stanie Michigan, w hrabstwie Wexford.